# Alex Haydock-Wilson
Alex Haydock-Wilson (* 28. Juli 1999 in London) ist ein britischer Sprinter, der sich auf den 400-Meter-Lauf spezialisiert hat. Mit der britischen 4-mal-400-Meter-Staffel wurde er 2022 Europameister und 2024 gewann er bei den Olympischen Spielen in Paris zwei Bronzemedaillen in den Staffelbewerben.

## Sportliche Laufbahn
Erste internationale Erfahrungen sammelte Alex Haydock-Wilson im Jahr 2018, als er bei den U20-Weltmeisterschaften in Tampere mit der britischen 4-mal-400-Meter-Staffel in 3:05,64 min die Bronzemedaille gewann. Im Jahr darauf schied er bei den Halleneuropameisterschaften in Glasgow mit 47,88 s in der ersten Runde über 400 Meter aus und belegte mit der Staffel in 3:08,48 min den fünften Platz. Anschließend schied er bei den World Relays in Yokohama mit der gemischten Staffel mit 3:20,49 min im Vorlauf aus und gewann bei den U23-Europameisterschaften in Gävle in 3:04,59 min mit der Männerstaffel die Silbermedaille hinter Deutschland. 2021 schied er bei den U23-Europameisterschaften in Tallinn mit 46,40 s im Halbfinale aus und belegte mit der Staffel in 3:09,28 min den sechsten Platz. Im Jahr darauf startete er mit der 4-mal-400-Meter-Staffel bei den Hallenweltmeisterschaften in Belgrad und belegte dort in 3:08,30 min den sechsten Platz. Im Juni siegte er in 45,69 s bei den Copenhagen Athletics Games und schied anschließend bei den Weltmeisterschaften in Eugene mit 45,08 s im Halbfinale aus. Zudem verpasste er mit der Mixed-Staffel mit 3:14,75 min den Finaleinzug. Im August gewann er bei den Europameisterschaften in München in 45,17 s die Bronzemedaille über 400 Meter hinter seinem Landsmann Matthew Hudson-Smith und Ricky Petrucciani aus der Schweiz. Zudem siegte er mit der Männerstaffel in 2:59,35 min gemeinsam mit Matthew Hudson-Smith, Charles Dobson und Lewis Davey.
2023 wurde er bei der 1. Liga der Team-Europameisterschaft im Rahmen der Europaspiele in 45,25 s Fünfter über 400 Meter und gelangte mit der Mixed-Staffel mit 3:14,27 min auf Rang sechs. Im August gewann er bei den Weltmeisterschaften in Budapest in 2:58,71 min im Finale gemeinsam mit Charlie Dobson, Lewis Davey und Rio Mitcham die Bronzemedaille hinter den Teams aus den Vereinigten Staaten und Frankreich. Im Jahr darauf wurde er bei den World Athletics Relays in Nassau in 3:02,62 min Sechster in der Finalrunde über 4-mal 400 Meter. Anschließend schied er bei den Europameisterschaften in Rom mit 46,05 s im Halbfinale über 400 Meter aus und belegte mit der Staffel in 3:01,89 min den siebten Platz. Im August gewann er bei den Olympischen Sommerspielen in Paris in 3:08,01 min gemeinsam mit Samuel Reardon, Laviai Nielsen und Amber Anning die Bronzemedaille in der Mixed-Staffel hinter den Teams aus den Niederlanden und den Vereinigten Staaten. Zudem gewann er mit der Männerstaffel mit neuem Europarekord von 2:55,83 min im Finale gemeinsam mit Matthew Hudson-Smith, Lewis Davey und Charlie Dobson die Bronzemedaille hinter den Teams aus den Vereinigten Staaten und Botswana. 2025 schied er bei den Halleneuropameisterschaften in Apeldoorn mit 46,83 s im Vorlauf über 400 Meter aus und belegte in 3:05,49 min den vierten Platz im Staffelbewerb.
2023 wurde Haydock-Wilson britischer Meister im 400-Meter-Lauf im Freien sowie 2025 in der Halle.

## Persönliche Bestleistungen
- 200 Meter: 20,86 s (+0,7 m/s), 2. August 2022 in Kettering
  - 200 Meter (Halle): 21,04 s, 20. Februar 2022 in Sheffield
- 400 Meter: 45,08 s, 20. Juli 2022 in Eugene
  - 400 Meter (Halle): 46,29 s, 4. Februar 2023 in Boston